# Pasiphila palpata
Pasiphila palpata es una especie de polilla perteneciente a la familia Geometridae. La especie fue descrita por primera vez por Francis Walker habiendo sido descrita en 1862, con distribución endémica de Nueva Zelanda.

## Descripción
Es una polilla pequeña con una envergadura de unos 24 milímetros (0,9 plg). Los palpos cuentan con una segunda articulación que llega mucho más allá del penacho frontal. Las alas posteriores son de color fucsia pálido o blanquecino con rastros de líneas onduladas en el área exterior. Las alas posteriores carecen de penachos o fóvea debajo del ángulo inferior de la celda. El cuerpo es verde hierba con irritaciones negras y una sufusión rojiza más o menos vinosa. El abdomen cuenta con segundo segmento negro. Las alas anteriores cuentan con venas moteadas de negro. El área medial del ala anterior es de color vino y negra, con una mancha celular negra, bordeada por líneas negras, el borde exterior angulado en las venas 6 y 4, blanquesino entre esos puntos. Los cilios son verdosos y negros.